# Adhémar Gelb
Adhémar Gelb, född 18 november 1887, död 7 augusti 1936, var en tysk psykolog.
Adhémar Gelb fick sin utbildning av Carl Stumpf och knöts 1912 till psykologiska institutionen vid universitetet i Frankfurt am Main. Han blev 1915 chef för den psykologiska avdelningen av behandling av i kriget hjärnskadade, docent i filosofi och psykologi 1919, extraordinarie professor 1924 och var 1931–1933 ordinarie professor i Halle. Gelb föreläste vårterminen 1935 vid Lunds universitet. Gelb och hans medarbetares forskning inom hjärnpatologi och psykologi kom tillsammans med Henry Heads samtida av brittiskt material att skapa en ny uppfattning av de psykiska rubbningarna vid hjärnskador och speciellt av afasierna. Därutöver beskrev Gelb skillnaden mellan "kategorialt" och "konkret" beteende, som var centralt för hans beskrivning av kunskap. Han stod gestaltpsykologerna nära, och publicerade flera av sina arbeten i deras organ Psychologische Forschung. Tillsammans med neurologen Kurt Goldstein utgav han bland annat Psychologische Analysen hirnpatologischer Fälle, 1 (1920) och Über Farbennamenamnesie (i Psychologische Forschung, 6, 1924). En annan viktig skrift av Gelb var Die 'Farbenkonstanz' der Sehdinge (i Handbuch der normalen und pathologischen Physiologie, 12, 1929). Gelb var en uppfinningsrik, kritisk metodiker och en lysande föreläsare med utomordentlig behärskning av ett vidsträckt vetande.